# DrefGold
DrefGold, bürgerlich Elia Specolizzi (* 16. Mai 1997 in Racale, Provinz Lecce), ist ein italienischer Rapper.

## Werdegang
Specolizzi machte durch Videos auf YouTube auf sich aufmerksam, in denen er zur Musik amerikanischer Vorbilder rappte. Zusammen mit den Bologneser Rappern Inda und Tooda trat DrefGold in die Hip-Hop-Crew Boompap Haze ein und intensivierte seine Aktivität in der Szene. Mit der Crew veröffentlichte er 2016 als Teil des Kollektivs Pro Evolution Joint das Album 2994. Im selben Jahr erschien zu seinem 19. Geburtstag das Mixtape Kanaglia mixtape, produziert im YouKnow Studio, das er 2015 mitbegründet hatte. 2017 erreichte er mit den Singles Quello vero, Kanaglia und Occupato ein größeres Publikum. 
Auf Sfera Ebbastas Nummer-eins-Album Rockstar war DrefGold 2018 in einem Lied zu hören, außerdem wurde er in diesem Jahr zusammen mit seinem Produzenten Daves The Kid als erster von Sfera Ebbastas und Charlie Charles’ neuem Label BillionHeadz Music Group unter Vertrag genommen. Seine erste Single für BHMG war Boss. Zusammen mit Capo Plaza und Sfera Ebbasta erreichte er mit dem Lied Tesla im Mai des Jahres erstmals die Chartspitze.

## Diskografie

### Alben
| Jahr | Titel        | Höchstplatzierung, Gesamtwochen, AuszeichnungChartsChartplatzierungen (Jahr, Titel, Platzierungen, Wochen, Auszeichnungen, Anmerkungen) | Anmerkungen                                           |
| Jahr | Titel        | IT | Anmerkungen                                           |
| ---- | ------------ | --- | ----------------------------------------------------- |
| 2018 | Kanaglia     | IT2 Gold · (12 Wo.)IT | Erstveröffentlichung: 6. Juli 2018 Verkäufe: + 25.000 |
| 2020 | Elo          | IT1 Platin · (24 Wo.)IT | Erstveröffentlichung: 22. Mai 2020 Verkäufe: + 50.000 |
| 2021 | Elo Overtime | IT10 (1 Wo.)IT | Erstveröffentlichung: 19. März 2021                   |
| 2024 | Goblin       | IT12 (2 Wo.)IT | Erstveröffentlichung: 8. November 2024                |

### Singles
| Jahr | Titel Album           | Höchstplatzierung, Gesamtwochen, AuszeichnungChartsChartplatzierungen (Jahr, Titel, Album, Platzierungen, Wochen, Auszeichnungen, Anmerkungen) | Anmerkungen                                                                  |
| Jahr | Titel Album           | IT | Anmerkungen                                                                  |
| --- | --------------------- | --- | ---------------------------------------------------------------------------- |
| 2017 | Occupato Kanaglia     | IT73 Gold · (6 Wo.)IT | Erstveröffentlichung: 13. November 2017 mit Daves The Kid Verkäufe: + 25.000 |
| 2018 | Boss Kanaglia         | IT5 Platin · (14 Wo.)IT | Erstveröffentlichung: 16. März 2018 mit Daves The Kid Verkäufe: + 50.000     |
| 2018 | Nuvola                | IT10 (3 Wo.)IT | Erstveröffentlichung: 19. Oktober 2018 mit Side Baby                         |
| 2019 | Drip –                | IT67 (1 Wo.)IT | Erstveröffentlichung: 31. Mai 2019                                           |
| 2020 | Snitch e impicci Elo  | IT6 Platin · (15 Wo.)IT | Erstveröffentlichung: 27. Februar 2020 mit FSK Satellite Verkäufe: + 70.000  |
| 2020 | 223 Elo               | IT92 (2 Wo.)IT | Erstveröffentlichung: 14. Mai 2020                                           |
| Folgende Lieder erschienen nicht als Single, wurden aber durch das Album zum Download und Streaming bereitgestellt und konnten somit eine Platzierung erlangen: |                       | |                                                                              |
| |                       | |                                                                              |
| 2018 | Wave Kanaglia         | IT25 (3 Wo.)IT | mit Daves The Kid feat. Sfera Ebbasta                                        |
| 2018 | Booster Kanaglia      | IT34 (2 Wo.)IT |                                                                              |
| 2018 | Fortuna Kanaglia      | IT79 (1 Wo.)IT |                                                                              |
| 2018 | Piccolo dref Kanaglia | IT92 (1 Wo.)IT |                                                                              |
| 2018 | Soldi blu Kanaglia    | IT99 (1 Wo.)IT |                                                                              |
| 2020 | Elegante Elo          | IT2 ×2Doppelplatin · (20 Wo.)IT | feat. Sfera Ebbasta Verkäufe: + 200.000                                      |
| 2020 | Opps Elo              | IT15 (3 Wo.)IT | feat. Capo Plaza                                                             |
| 2020 | Enjoy Elo             | IT25 (2 Wo.)IT | feat. Tedua                                                                  |
| 2020 | Zero+Zero Elo         | IT42 (1 Wo.)IT | feat. Lazza                                                                  |
| 2020 | Bankroll Elo          | IT43 (1 Wo.)IT | feat. Luchè                                                                  |
| 2020 | Giro d’Italia Elo     | IT48 (1 Wo.)IT | feat. Guè Pequeno                                                            |
| 2020 | Wickr Me Elo          | IT49 (1 Wo.)IT | feat. Tony Effe                                                              |
| 2020 | Domani l’altro Elo    | IT76 (1 Wo.)IT |                                                                              |
| 2020 | Calma Elo             | IT77 (1 Wo.)IT |                                                                              |
| 2020 | Elo                   | IT88 (1 Wo.)IT |                                                                              |

Weitere Singles
- 2017: Kanaglia – IT: Gold (25.000+)[4]

### Gastbeiträge
| Jahr | Titel Album            | Höchstplatzierung, Gesamtwochen, AuszeichnungChartsChartplatzierungen (Jahr, Titel, Album, Platzierungen, Wochen, Auszeichnungen, Anmerkungen) | Anmerkungen                                                   |
| Jahr | Titel Album            | IT | Anmerkungen                                                   |
| --- | ---------------------- | --- | ------------------------------------------------------------- |
| Folgende Lieder erschienen nicht als Single, wurden aber durch das Album zum Download und Streaming bereitgestellt und konnten somit eine Platzierung erlangen: |                        | |                                                               |
| |                        | |                                                               |
| 2018 | Sciroppo Rockstar      | IT3 ×2Doppelplatin · (32 Wo.)IT | Sfera Ebbasta feat. DrefGold Verkäufe: + 100.000              |
| 2018 | Tesla 20               | IT1 ×4Vierfachplatin · (102 Wo.)IT | Capo Plaza feat. Sfera Ebbasta & DrefGold Verkäufe: + 200.000 |
| 2018 | Borsello Sinatra       | IT1 Platin · (11 Wo.)IT | Guè Pequeno feat. Sfera Ebbasta & DrefGold Verkäufe: + 50.000 |
| 2020 | Biberon Dark Boys Club | IT8 (2 Wo.)IT | Dark Polo Gang & Anna feat. DrefGold                          |

## Belege
1. ↑  Biografia Drefgold. In: Rockit.it. Abgerufen am 16. Mai 2020 (italienisch).
2. ↑  Drefgold. In: Pro Evolution Joint. Abgerufen am 13. Mai 2018 (italienisch).
3. ↑  Alben von DrefGold. In: Italiancharts.com. Hung Medien, abgerufen am 3. Februar 2019.
4. 1 2 3 4 5 6 7 8 9 10  Drefgold, certificazioni. FIMI, abgerufen am 16. Juni 2025 (italienisch).
5. 1 2  Archivio classifiche Top Singoli. FIMI, abgerufen am 16. Juni 2025 (italienisch).

| Personendaten    | Personendaten                  |
| ---------------- | ------------------------------ |
| NAME             | DrefGold                       |
| ALTERNATIVNAMEN  | Specolizzi, Elia (Geburtsname) |
| KURZBESCHREIBUNG | italienischer Rapper           |
| GEBURTSDATUM     | 16. Mai 1997                   |
| GEBURTSORT       | Racale, Provinz Lecce          |